# Nedjm Riadhi Baladiat El Achir
Maillots
Dernière mise à jour : 5 juin 2020.
Le Nedjm Riadhi Baladiat El Achir (en arabe : النجم الرياضي لبلدية اليشير), plus couramment abrégé en NRB El Achir ou encore en NRBA, est un club algérien de football fondé en 1985 et basé dans la commune d'El Achir, dans la Wilaya de Bordj Bou Arreridj.

## Histoire
L'équipe du Nedjm Riadhi Baladiat El Achir parvient à accéder aux quarts de finale de la Coupe d'Algérie 2014-2015, en étant éliminée par l'ASO Chlef.
Actuellement, le NRBA évolue en Inter-Régions (D4).

## Parcours

### Classement en championnat par année
- 1985-86 : D?, ?e
- 1986-87 : D?, ?e
- 1987-88 : D?, ?e
- 1988-89 : D?, ?e
- 1989-90 : D?, ?e
- 1990-91 : D?, ?e
- 1991-92 : D?, ?e
- 1992-93 : D?, ?e
- 1993-94 : D?, ?e
- 1994-95 : D?, ?e
- 1995-96 : D?, ?e
- 1996-97 : D?, ?e
- 1997-98 : D?, ?e
- 1998-99 : D?, ?e
- 1999-00 : D?, ?e
- 2000-01 : D?, ?e
- 2001-02 : D?, ?e
- 2002-03 : D4, Régional 2 Batna, Groupe A ?e
- 2003-04 : D3, Régional 1 Batna ?e
- 2004-05 : D4, Régional 1 Batna ?e
- 2005-06 : D?, ?e
- 2006-07 : D?, ?e
- 2007-08 : D?, ?e
- 2008-09 : D?, ?e
- 2009-10 : D?, ?e
- 2010-11 : D?, ?e
- 2011-12 : D?, ?e
- 2012-13 : D?, ?e
- 2013-14 : D?, ?e
- 2014-15 : D?, ?e
- 2015-16 : D?, ?e
- 2016-17 : D?, ?e
- 2017-18 : D?, ?e
- 2018-19 : D?, ?e
- 2019-20 : D4, inter-régions Centre-Est, ?e
- 2020-21 : Saison Blanche
- 2021-22 : D4, R1 Batna groupe A, ?e
- 2022-23 : D4, R1 Batna, ?e
- 2023-24 : D4, R1 Batna, ?e
- 2024-25 : D4, R1 Batna, ?e

### Parcours du NRBA en coupe d'Algérie
| Saison  | Tour       | Matchs    | Résultats |
| ------- | ---------- | --------- | --------- |
| 1985-86 | ?          | ?         | ?         |
| 1986-87 | ?          | ?         | ?         |
| 1987-88 | ?          | ?         | ?         |
| 1988-89 | ?          | ?         | ?         |
| 1989-90 | N.J        | N.J       | N.J       |
| 1990-91 | ?          | ?         | ?         |
| 1991-92 | ?          | ?         | ?         |
| 1992-93 | N.J        | N.J       | N.J       |
| 1993-94 | ?          | ?         | ?         |
| 1994-95 | ?          | ?         | ?         |
| 1995-96 | ?          | ?         | ?         |
| 1996-97 | ?          | ?         | ?         |
| 1997-98 | ?          | ?         | ?         |
| 1998-99 | ?          | ?         | ?         |
| 1999-00 | ?          | ?         | ?         |
| 2000-01 | ?          | ?         | ?         |
| 2001-02 | ?          | ?         | ?         |
| 2002-03 | ?          | ?         | ?         |
| 2003-04 | ?          | ?         | ?         |
| 2004-05 | ?          | ?         | ?         |
| 2005-06 | ?          | ?         | ?         |
| 2006-07 | ?          | ?         | ?         |
| 2007-08 | ?          | ?         | ?         |
| 2008-09 | ?          | ?         | ?         |
| 2009-10 | ?          | ?         | ?         |
| 2010-11 | ?          | ?         | ?         |
| 2011-12 | ?          | ?         | ?         |
| 2012-13 | ?          | ?         | ?         |
| 2013-14 | ?          | ?         | ?         |
| 2014-15 | 1/4 finale | ASO Chlef | 3-0       |
| 2015-16 | ?          | ?         | ?         |
| 2016-17 | ?          | ?         | ?         |
| 2017-18 | ?          | ?         | ?         |
| 2018-19 | ?          | ?         | ?         |
| 2019-20 | ?          | ?         | ?         |
| 2020-21 | N.J        | N.J       | N.J       |
| 2021-22 | N.J        | N.J       | N.J       |
| 2022-23 | ?          | ?         | ?         |
| 2023-24 | ?          | ?         | ?         |
| 2024-25 | ?          | ?         | ?         |

## Logos et couleurs

### Anciens logos
Les couleurs du Nedjm Riadhi Baladiat El Achir sont le Bleu et le Blanc (Bleu et Noire dans le passé).

Logo actuel du club